# Benita Brückner
Benita Brückner (geb. Schrank; * 7. August 1971 in Koblenz) ist eine deutsche Rechtsanwältin und Schauspielerin.

## Leben
Sie studierte von 1991 bis 1997 Jura an der Universität Passau. Nach ihrem ersten Staatsexamen war sie bis 1999  Rechtsreferendarin in München und Rom. Ihre Zulassung zur Anwaltschaft erhielt sie 1999. Ab diesem Zeitpunkt arbeitet Benita Schrank als Rechtsanwältin in München, dort für eine Privatbank. Seit 1. September 2011 ist sie mit einer eigenen Kanzlei in Kempten (Allgäu) für die Bereiche Bankrecht, Arzthaftungsrecht, Vertragsrecht und Allgemeines Zivilrecht sowie Strafrecht vertreten.
Brückner spielte in der pseudo-dokumentarischen Sat.1-Gerichtsshow Richter Alexander Hold mit, in der sie die Rolle der Staatsanwältin verkörperte. Außerdem trat sie in Im Namen der Gerechtigkeit – Wir kämpfen für Sie! als Rechtsanwältin auf.
Seit April 2023 ist Brückner in der RTL-Gerichtsshow Ulrich Wetzel – Das Jugendgericht wieder als Staatsanwältin zu sehen.

## Privates
Sie ist mit dem Kemptener Rechtsanwalt Ralf Brückner, der zwei Jahre lang ebenfalls in der Sendung Richter Alexander Hold mitwirkte, verheiratet. Bei Richter Alexander Hold trat sie noch als Benita Schrank auf, während sie in den Sendungen Im Namen der Gerechtigkeit – Wir kämpfen für Sie! und Ulrich Wetzel – Das Jugendgericht unter ihrem neuen Namen Benita Brückner auftritt.